# Чемпіонат Європи з хокею із шайбою серед юніорів 1968
Чемпіонат Європи з хокею із шайбою серед юніорів 1968 — перший чемпіонат Європи з хокею із шайбою серед юніорів. Чемпіонат пройшов у місті Тампере (Фінляндія) з 26 грудня 1967 по 3 січня 1968. Чемпіонами Європи стала юнацька збірна Чехословаччини.

## Кваліфікація
|  | Швейцарія | 1:3 1:10  | НДР      | Шаффгаузен Кріммічау |
|  | СРСР      | 9:1 4:0   | Болгарія | Реймс                |
|  | Швеція    | 17:0 18:1 | Норвегія | Сарпсборг Осло       |
|  | Франція   | 1:16 6:6  | Польща   | Реймс                |

## Турнір
| Збірна            | ЧЕХ  | СРСР | ШВЕ  | ФІН | ПОЛ  | НДР  | ШЗ/ШП | О  |
| ----------------- | ---- | ---- | ---- | --- | ---- | ---- | ----- | -- |
| 1. Чехословаччина |      | 4:3  | 5:2  | 8:5 | 14:4 | 15:0 | 46:14 | 10 |
| 2. СРСР           | 3:4  |      | 6:4  | 5:2 | 16:2 | 9:2  | 39:14 | 8  |
| 3. Швеція         | 2:5  | 4:6  |      | 4:2 | 5:5  | 21:1 | 36:19 | 5  |
| 4. Фінляндія      | 5:8  | 2:5  | 2:4  |     | 9:1  | 8:3  | 26:21 | 4  |
| 5. Польща         | 4:14 | 2:16 | 5:5  | 1:9 |      | 7:2  | 19:46 | 3  |
| 6. НДР            | 0:15 | 2:9  | 1:21 | 3:8 | 2:7  |      | 08:60 | 0  |

Збірна НДР вибіла до Групи «В».

## Команда усіх зірок
| Нагорода            | Гравець          | Збірна         |
| ------------------- | ---------------- | -------------- |
| Найкращий бомбардир | Валенти Зєтара   | Польща         |
| Найкращий воротар   | Їржі Црха        | Чехословаччина |
| Найкращий захисник  | Валерій Васильєв | СРСР           |
| Найкращий нападник  | Валенти Зєтара   | Польща         |